# Woodley (Wielki Manchester)
Woodley – wieś w Anglii, w hrabstwie ceremonialnym Wielki Manchester, w dystrykcie metropolitalnym Stockport. Leży 11 km na południowy wschód od centrum miasta Manchester.